# Miền (công nghệ phần mềm)
Miền hay tên miền (tiếng Anh: domain) là một lĩnh vực nghiên cứu nhằm xác định một tập các yêu cầu chung, thuật ngữ, và chức năng cho bất cứ chương trình phần mềm nào được xây dựng để giải quyết một vấn đề trong lĩnh vực lập trình máy tính, gọi là công nghệ miền (domain engineering). Từ miền cũng được coi là đồng nghĩa với miền ứng dụng (application domain). Nó cũng được xem là phạm vi kiến thức.